# Zavidince
Zavidince (en serbe  cyrillique : Завидинце) est un village de Serbie situé dans la municipalité de Babušnica, district de Pirot. Au recensement de 2011, il comptait 359 habitants.

## Démographie

### Évolution historique de la population
| 1948  | 1953  | 1961  | 1971  | 1981 | 1991 | 2002 | 2011 |
| ----- | ----- | ----- | ----- | ---- | ---- | ---- | ---- |
| 1 369 | 1 419 | 1 335 | 1 119 | 926  | 714  | 503  | 359  |

|  |